# Boesenbergia albosanguinea
Boesenbergia albosanguinea là một loài thực vật có hoa trong họ Gừng. Loài này được Henry Nicholas Ridley mô tả khoa học đầu tiên năm 1899 dưới danh pháp Gastrochilus albo-sanguineus (như là Gastrochilus albo-sanguinea). Năm 1930, Ludwig Eduard Theodor Loesener chuyển nó sang chi Boesenbergia với danh pháp tổ hợp là Boesenbergia albosanguinea. Tuy nhiên, trong một thời gian dài kể từ Holttum (1950) người ta cho rằng nó là đồng nghĩa của Boesenbergia prainiana. Tới năm 2016, J. D. Mood et al. mới phục hồi loài này như là loài tách biệt.

## Mẫu định danh
Mẫu định danh: Wooldridge T.A. s. n.? (có thể là Curtis C. s. n.); là cây trồng tại Vườn Thực vật Penang (tọa độ 5°26′21″B 100°17′15″Đ / 5,43917°B 100,2875°Đ) nở hoa vào tháng 9 năm 1894. Holotype là hình vẽ với chú giải của Charles Curtis có barcode K000255404 lưu giữ tại Vườn Thực vật Hoàng gia tại Kew.

## Từ nguyên
Tính từ định danh albosanguinea là để chỉ màu trắng và đỏ máu của cánh môi của loài này.

## Phân bố
Loài bản địa miền nam Thái Lan bán đảo (tỉnh Satun) tới Malaysia bán đảo (trên các đảo Langkawi và Langgun, bang Kedah). Môi trường sống là các mỏm đá vôi trong môi trường sống nhiều bóng râm gần với biển, ở cao độ 5–80 m.

## Mô tả
Cây thảo lâu năm, lá sớm rụng, cao tới 60 cm, mọc thành cụm sát nhau. Thân rễ với nhiều thành phần phát triển thẳng và theo chiều thẳng đứng, cao ~3 cm, đường kính 1 cm, vỏ màu trắng ánh vàng, ruột với 2 vòng đồng tâm, cả hai màu vàng sẫm, các thành phần thân rễ mới tạo ra ở một số mắt. Rễ mọng dài tới 22 cm, đường kính 4 mm, màu trắng. Các lông rễ ngắn dọc theo toàn bộ chiều dài, phồng thành củ hình thoi ở đỉnh, ~5 × 1 cm, màu trắng, bề mặt nhẵn với các lông rễ dọc theo toàn bộ chiều dài; ít rễ chùm từ thân rễ, dài tới 27 cm. Thân từ 5 tới nhiều, dài tới 7 cm, đáy hình trứng đường kính ~2 cm, không có bẹ không phiến lá, với (2-)4-6 bẹ lá dài 6–16 cm, màu đỏ sẫm đổi thành xanh lục về phía lưỡi bẹ, bề mặt có gân mịn, nhẵn nhụi. Lá (2-)4-6, các lá phía dưới mọc thành đôi gần như đối diện; cuống lá 2–11 cm, các lá phía trên có cuống dài hơn, màu xanh lục, nhẵn nhụi. Lưỡi bẹ 2 thùy, mỗi thùy hình tam giác, dài 2–15 mm, ngắn hơn ở các lá phía trên, trong mờ, nhẵn nhụi, từ đáy lưỡi bẹ có mép trong như thủy tinh, màu đỏ, kéo dài xuống tới bẹ lá, dài 2–7 cm. Phiến lá hình elip tới hình trứng, ~15 × 9 cm (lá phía dưới) tới ~38 × 15 cm (lá phía trên), đáy thuôn tròn, đỉnh nhọn thon, gân mặt gần trục nổi lên, màu xanh lục bóng, mặt xa trục lồi giữa các gân, màu xanh lục sáng, nhẵn nhụi. Cụm hoa đầu cành, ôm giữa các bẹ lá, cuống cụm hoa ngắn, đường kính ~8 mm; cành hoa bông thóc hình mác rộng tới hơi hình thoi, dài 15–20 cm, rộng 2 cm, dày ~1 cm, thò ra trong khoảng một nửa chiều dài của nó, tiết diện hình trứng, màu xanh lục xỉn với tâm màu ánh đỏ ở khoảng 1/3 phía dưới. Lá bắc xếp thành 2 dãy, xếp chồng tương đương trên cả hai mặt của trục hoa, dạng thuyền, hình mác khi nở và ép dẹp, lá bắc thấp nhất vô sinh, dài 9 cm, các lá bắc hữu sinh hở tới đáy, ~3 × 3 cm, giảm dần kích thước về phía phần xa, màu xanh lục ở tâm, màu đỏ sáng trên mép rộng, nhẵn nhụi. Lá bắc con hình mác, cong, hở tới đáy, ở phía đối diện của ống hoa so với lá bắc, các mép xếp chồng và ôm trọn lấy ống hoa, dài 4,2 cm, đường kính 4 mm tại đáy, màu trắng, nhẵn nhụi. Hoa 16-18, một hoa mỗi lá bắc, dài ~6 cm, nở theo kiểu từ đỉnh xuống tới đáy, cánh môi tạo góc 90 độ so với đỉnh lá bắc, tất cả hướng về cùng một hướng và hướng xuống. Đài hoa hình ống, dài ~1,1 cm, màu trắng trong mờ, nhẵn nhụi, đỉnh gợn sóng, cắt cụt. Ống hoa dài ~3,7 cm, đường kính ~4 mm tại đáy, màu trắng, nhẵn nhụi; thùy tràng lưng hình elip rộng, dạng thuyền, ~2,5 × 1,4 cm, đỉnh dạng nắp, màu trắng, nhẵn nhụi; các thùy tràng bên hình elip, ~2,5 × 1 cm, đỉnh dạng nắp, màu trắng, nhẵn nhụi; chén nhị vuông góc với ống hoa, ~8 × 6 mm, họng với lông dài. Cánh môi dạng túi sâu, hình tròn, ~3 × 1,7 cm (rộng ~3 cm khi ép dẹt), họng màu đỏ sáng, có vết màu, môi có sọc màu đỏ sẫm về phía đỉnh, các mép thùy màu tím khi già, nhẵn nhụi và ngũ sắc trên cả hai mặt, đỉnh khía răng cưa, 2–3 mm, tổng thể màu trắng.Nhị lép bên hình trứng ngược, ~2,2 × 1,3 cm, đỉnh hơi uốn ngược, màu trắng, mặt lưng với lông tuyến; mỗi mô vỏ bao phấn ~11 × 2 mm, màu trắng, nứt theo toàn bộ chiều dọc; mô liên kết màu trắng, mặt lưng với lông tuyến; không mào bao phấn; phấn hoa màu trắng. Bầu nhụy 3 ngăn, thuôn dài, ~5 × 2 mm, màu xanh lục, nhẵn nhụi. Vòi nhụy hình chỉ, dài ~6 cm, màu trắng; đầu nhụy hình tam giác, màu trắng, lỗ nhỏ hình xoan với khía chữ V, nhẵn nhụi; tuyến trên bầu dạng gai, dài ~6 mm, màu vàng. Ra hoa tháng 7 tới giữa tháng 10. Hoa nở buổi sáng và khép lại vào ngày hôm sau. Không thấy quả.
Khác với B. prainiana ở chỗ cây cao hơn (tới 60 cm so với tới 40 cm, nhiều lá hơn (4-6 so với 1-2), lá sớm rụng so với lá thường xanh, phiến lá to hơn (38 × 15 cm so với 24 × 7 cm), cụm hoa hình mác tới hình thoi so với cụm hoa thuôn dài tới hình trụ, lá bắc màu xanh lục bóng áp ép so với lá bắc màu xanh lục xỉn đốm đỏ, phồng sau đó xếp lợp lỏng lẻo, ống hoa dài hơn (3,7 cm so với 2,5 cm), nhị lép bên thuôn tròn và to hơn so với hình trứng ngược và nhỏ hơn (2 × 1,2 cm so với 7 × 2 mm), cánh môi hình túi to hơn (3 × 1,7 cm so với 2 × 1,2 cm), đỉnh 2 thùy mép có viền so với đỉnh nguyên mép trơn, bao phấn dài hơn (13 mm so với 7 mm) với lông tuyến phủ khắp mặt gần trục so với chỉ có lông tuyến trên mép mô vỏ.